# 잣국수

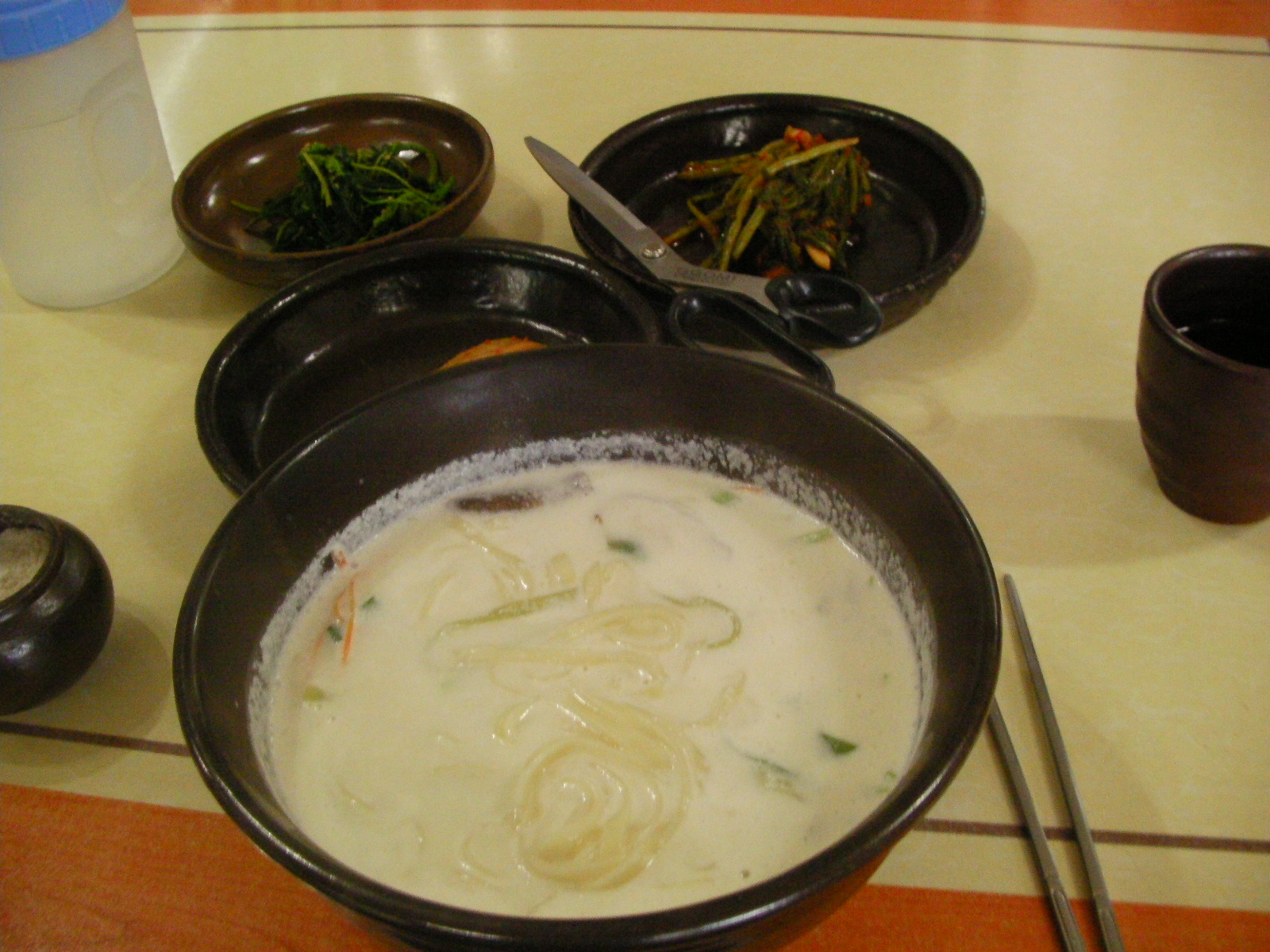

잣국수는 한국의 국수 요리로, 메밀국수나 밀국수를 잣으로 만든 차가운 국물에 말아 먹는 음식이다. 경기도 지방의 가평의 향토 음식으로 알려져 있는데, 가평은 대한민국에서 잣 수확량이 많은 지역 중 하나이다. 조리법은 다른 하계절 음식 중 콩을 국물로 사용하는 콩국수를 만드는 방법과 매우 흡사한데, 잣국수는 콩국수보다 국물이 더 맑은편이며 고소하다.

## 같이 보기
- 콩국수
- 잣죽